# 番石榴黑棒粉蝨
番石榴黑棒粉蝨（学名：Aleuroclava guyavae）为粉蝨科棒粉蝨屬下的一个种。